# Vela (náutica)

Vela en movimiento

En náutica, la vela es toda superficie —generalmente una pieza de tela, lámina de Kevlar o carbono— utilizada para propulsar una embarcación mediante la acción del viento sobre ella.
El conjunto de todas las velas de la embarcación forma el velamen o velaje, que es parte de lo que se denomina el aparejo de la embarcación.

## Historia

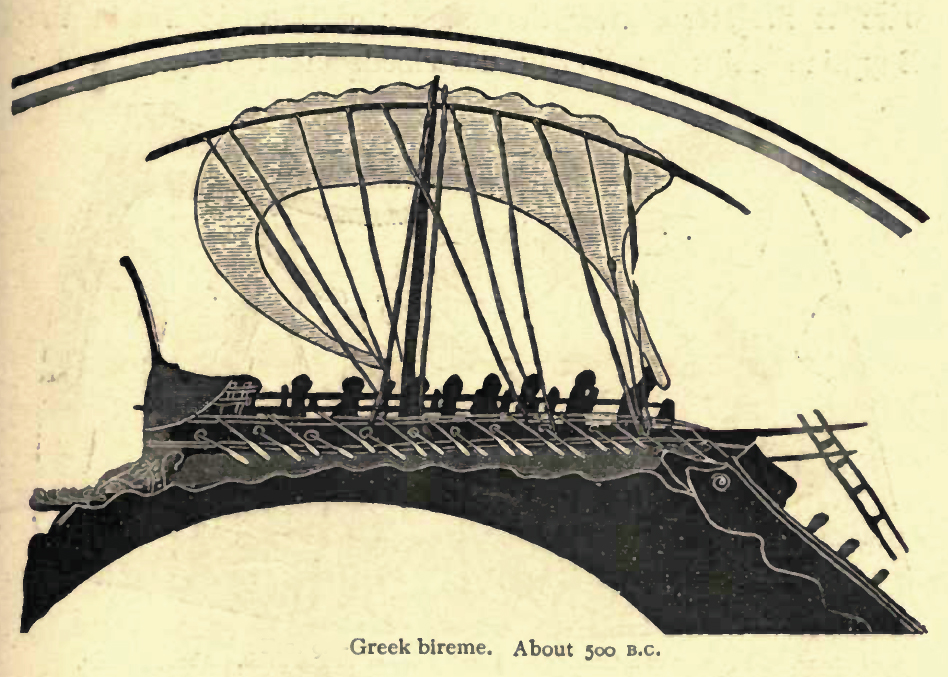
Birreme griego

El origen de las velas es bastante antiguo, quizá casi tanto como la navegación. Algunos investigadores dicen que apareció en un disco pintado, que se encontró en Kuwait y data de finales del quinto milenio antes de Cristo. En el antiguo Egipto se atribuía su invención a la diosa Isis, a la que cuando buscaba a su hijo, con el objeto de apresurar más el viaje, se le ocurrió elevar un palo en medio de la embarcación y poner en él un lienzo capaz de recibir el viento. Para los griegos fueron dos los inventores: Dédalo cuando se escapó del laberinto de Creta, o Eolo, dios de los vientos. 
La figura y material de las velas ha variado mucho. Aunque también varía poco e hicieron de figura redonda, triangular o redonda cuadrada. Los egipcios las hacían con la corteza del papiro. En tiempos de Julio César los bretones tenían velas de cuero. Los romanos empleaban el lino, y algunos pueblos el esparto y los juncos. Los chinos usan velas sujetas por cañas. También se han fabricado velas de algodón o de cáñamo fuerte. De cáñamo eran las velas conocidas como "olonnes" que dieron origen en el siglo XV al término "lona".[cita requerida]
En el siglo de Homero, los griegos empleaban ya velas de lino, si bien en un principio sólo se servían de ellas cuando los vientos eran favorables.
Algunas veces teñían las velas de color azul, y por lujo llegaron al extremo de teñirlas de púrpura. A veces las teñían en forma de pequeños cuadros, según se deduce de un pasaje de Plinio el Viejo.

## Nomenclatura general

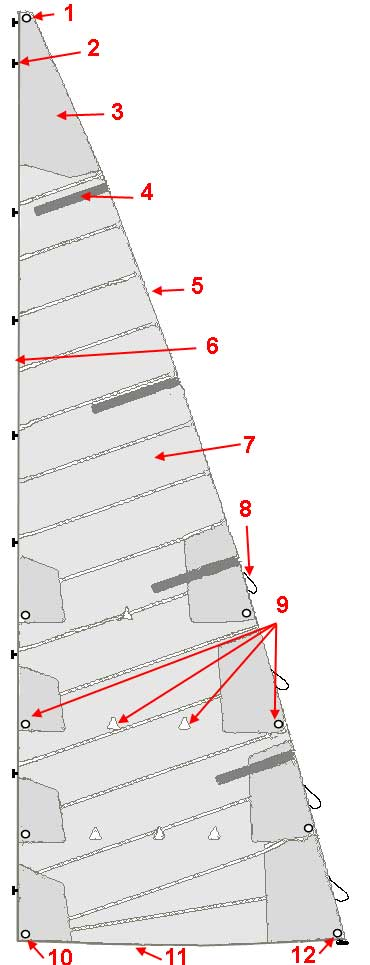
Vela bermudiana o marconi.

|    | Español                        | Inglés        |
| -- | ------------------------------ | ------------- |
| 1  | Puño de driza (Puño de pena)   | Throat (Peak) |
| 2  | Garrucho (patines)             |               |
| 3  | Tabla de gratil                |               |
| 4  | Sable                          | Batem         |
| 5  | Baluma (caída de popa)         | Leech         |
| 6  | Grátil (caída de proa)         | Luff          |
| 7  | Vela bermudiana (Vela marconi) |               |
| 8  | Extremo de nervio              |               |
| 9  | Faja de rizos                  | Reef line     |
| 10 | Puño de amura                  | Clew          |
| 11 | Pujamen                        | Foot          |
| 12 | Puño de escota                 | Tack          |

## Fuerzas aerodinámicas

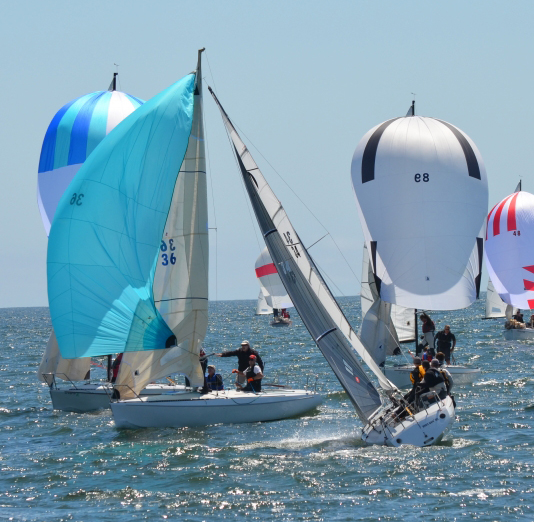
Fuerzas aerodinámicas para dos puntos de vela.
Embarcación a la izquierda:
Viento a favor: la "resistencia" predominante impulsa la embarcación con un pequeño momento de escora.
Embarcación a la derecha:
Viento arriba (ceñida): la "ascensión" predominante impulsa la embarcación y contribuye a la escora.

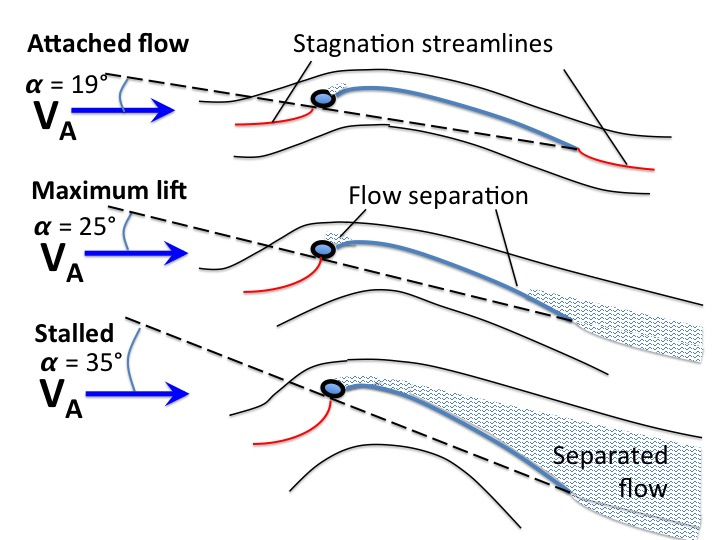
Ángulos de ataque y patrones de flujo resultantes (idealizados) de la vela que proporcionan sustentación propulsora.

Las fuerzas aerodinámicas sobre las velas dependen de la velocidad y dirección del viento y de la velocidad y dirección de la embarcación. La dirección en la que viaja la embarcación con respecto al "viento real" (la dirección y la velocidad del viento sobre la superficie) se denomina "punta de vela". La velocidad de la embarcación en un punto dado de la vela contribuye al viento aparente (VA)—la velocidad y dirección del viento medidas en la embarcación en movimiento. El viento aparente en la vela crea una fuerza aerodinámica total, que puede descomponerse en "arrastre".—el componente de la fuerza en la dirección del viento aparente—y el "levantamiento"—la componente de fuerza normal (90°) al viento aparente. Dependiendo de la alineación de la vela con el viento aparente, la sustentación o la resistencia pueden ser el componente propulsor predominante. La fuerza aerodinámica total también se resuelve en una fuerza impulsora propulsora hacia adelante, resistida por el medio a través o sobre el cual pasa la nave (por ejemplo, a través del agua, aire o sobre hielo, arena) y una fuerza lateral, resistida por las láminas submarinas, patines de hielo o ruedas de la embarcación de vela.
Para ángulos de viento aparente alineados con el punto de entrada de la vela, la vela actúa como un perfil aerodinámico y la sustentación es el componente predominante de la propulsión. Para ángulos de viento aparente detrás de la vela, la sustentación disminuye y la resistencia aumenta como componente predominante de la propulsión. Para una velocidad de viento real dada sobre la superficie, una vela puede propulsar una embarcación a una velocidad mayor, en los puntos de la vela cuando el punto de entrada de la vela está alineado con el viento aparente, que cuando el punto de entrada no está alineado, porque de una combinación de la fuerza disminuida del flujo de aire alrededor de la vela y el viento aparente disminuido de la velocidad de la embarcación. Debido a las limitaciones en la velocidad a través del agua, los veleros de desplazamiento generalmente obtienen energía de las velas que generan sustentación en puntos de la vela que incluyen las ceñidas a través de un amplio alcance (aproximadamente 40° a 135° del viento). Debido a la baja fricción sobre la superficie y las altas velocidades sobre el hielo que crean altas velocidades aparentes del viento para la mayoría de los puntos de navegación, los botes de hielo pueden obtener energía de la sustentación más alejada del viento que los botes de desplazamiento.
Navegación a sotavento con un spinnaker

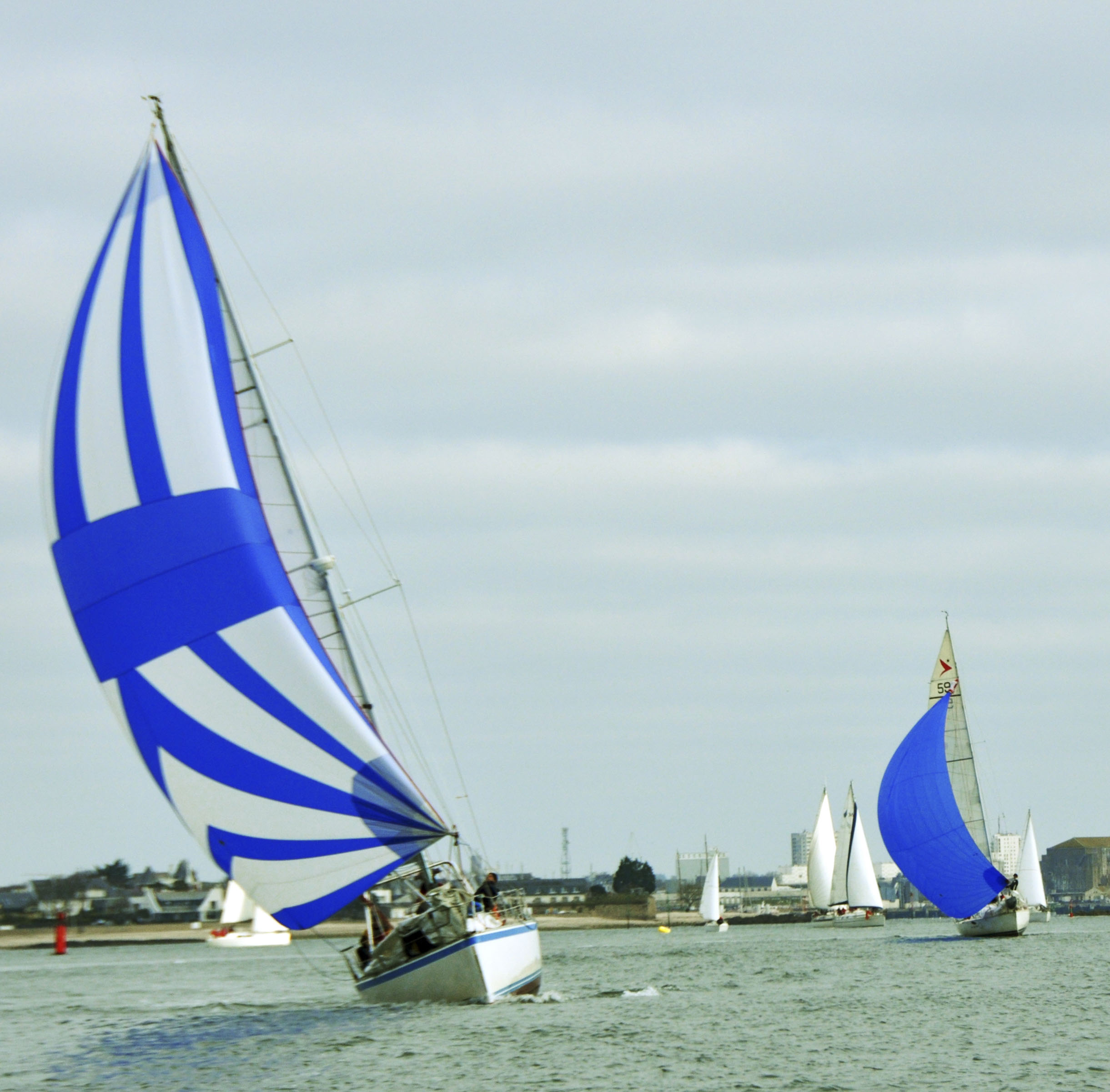
Spinnaker configurado para un amplio alcance, movilizando tanto la sustentación como la resistencia.
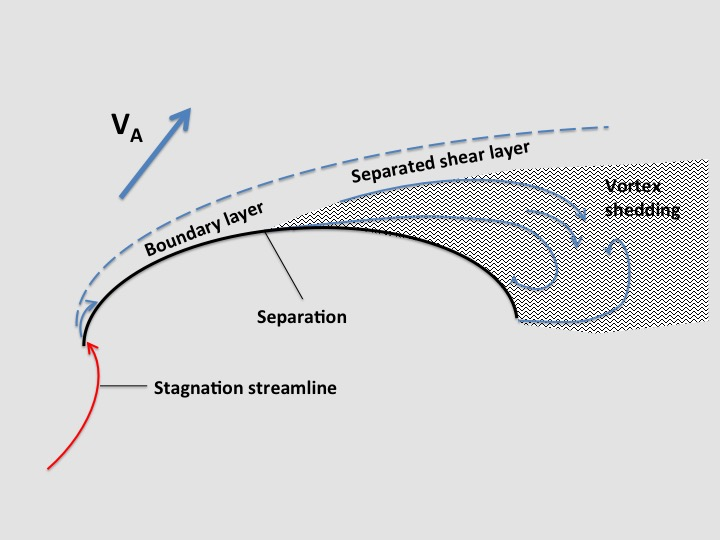
Sección transversal de spinnaker recortada para un alcance amplio que muestra el flujo de aire.
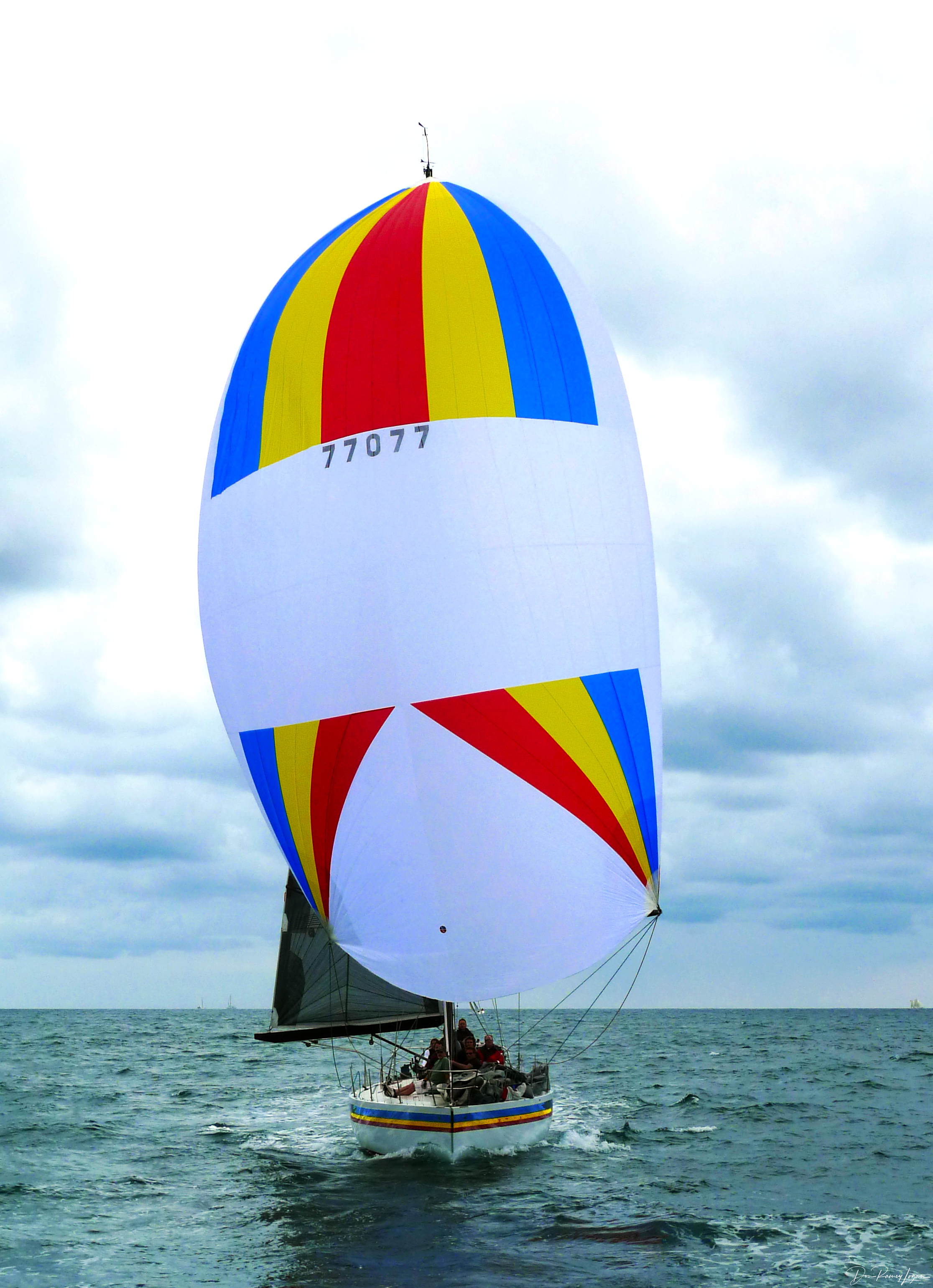
Spinnaker a favor del viento, principalmente movilizando resistencia.
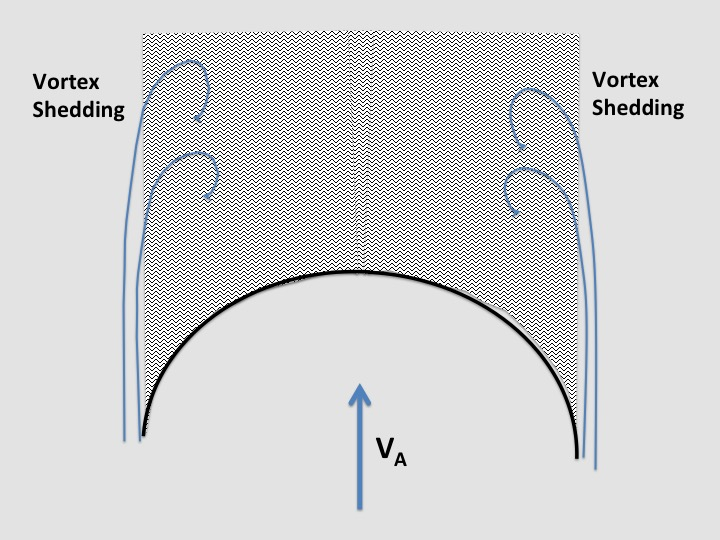
Sección transversal de spinnaker con viento aparente, que muestra el flujo de aire.

## Tipos de vela

### Por su cualidad
- Vela sobrancera: es la vela demasiado larga o ancha respecto al lugar que debe ocupar
- Vela faldona: es la vela demasiado larga por defecto de su corte
- Vela de cola de pato: aquella cuyo alunamiento de pujamen excede en este lado al cuadrilátero o triángulo de su total figura o tiene su arco o curvidad para afuera.

### Por su maniobra
- Vela de capa (Vela de capeo, Vela de correr): es la dispuesta convenientemente en cualquiera de estos casos para el fin respectivo como la mayor, la gavia, el trinquete, el treo, la trinquetilla etc.
- Vela menuda: las de cotonía o vitre que solo se largan con vientos bonancibles, como las alas, rastreras, sobrejuanetes, monterillas, etc.
- Vela tormentosa: es la que por su especie o situación o por las circunstancias, hace trabajar o molesta mucho al buque, palo, etc.

### Por su uso
- Vela de humo: vela que se coloca por la cara de proa de la chimenea del fogón cuando el buque está aproado al viento
- Vela de lastre (Vela de lastrar): la que se tiende desde la borda o desde la porta de lastrar al lanchón conductor del lastre, para impedir que este caiga al agua al embarcarlo a bordo.[7]

## Clasificación general
Una clasificación general, sería:
1. Vela cuadra (Vela redonda, Vela de cruz).
2. Vela latina.
3. Vela de cuchillo (Vela randa).
  - Vela áurica

### Vela cuadra (Vela redonda, Vela de cruz)

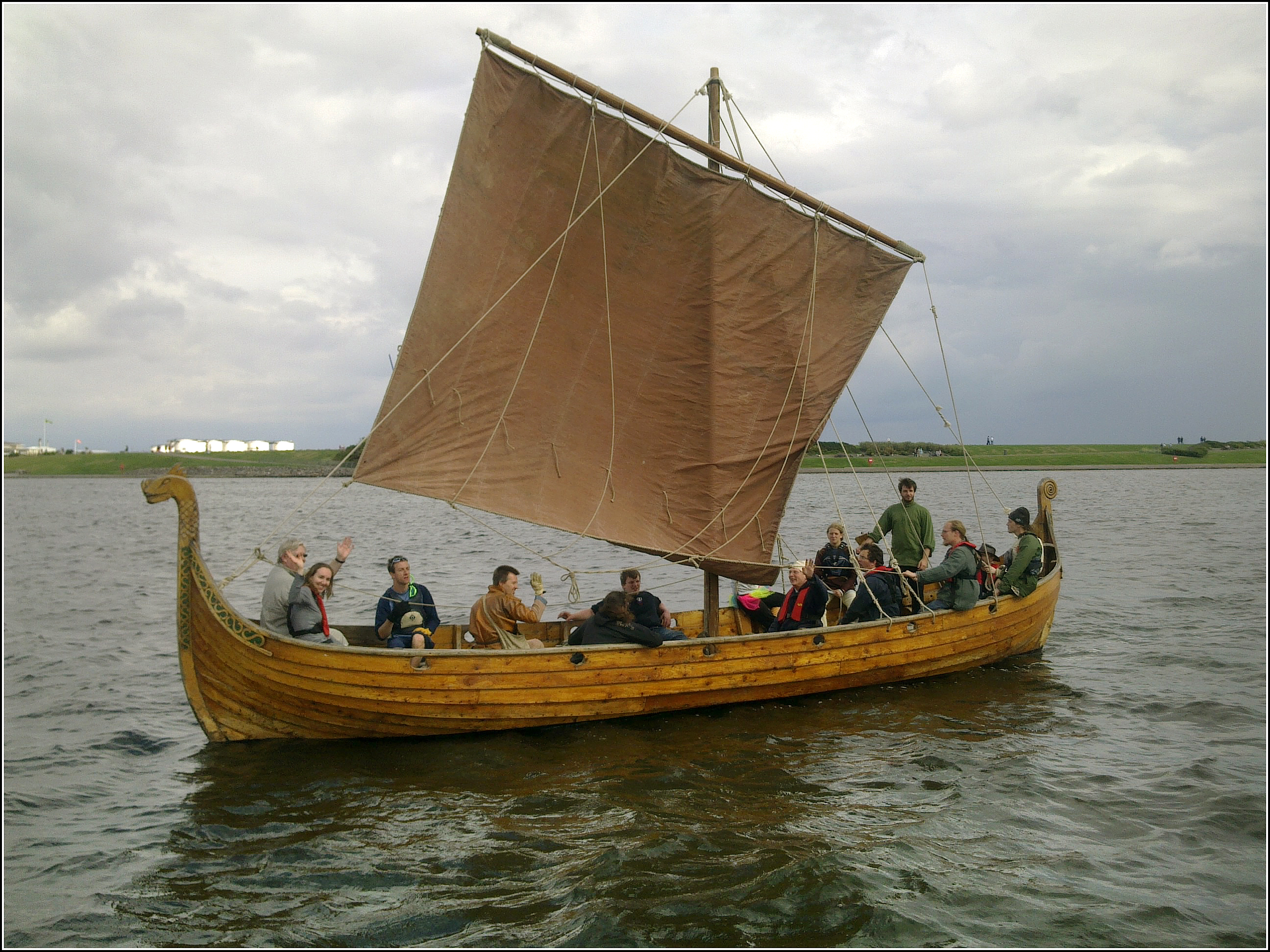
Vela cuadra

Las velas cuadradas o cuadras se denominan específicamente según su disposición sobre el palo.
También con ventolina, por medio de pequeñas vergas y botalones van largadas, a guisa, las alas de las vergas principales.
1. Vela de fortuna (Treo, Treu): vela cuadra o redonda con que las embarcaciones latinas navegan en popa con vientos fuertes. (fr. Treos, Taille vent; it. Treo).
2. Ala: es la velita que se agrega a la principal por uno o ambos lados en tiempos bonancibles, y cuando el viento es largo o a popa, a fin de que multiplicando así las superficies en que este hiere, se aumente el andar del buque. (fr. Bonnette; ing. Studding sail, Studsail, Stunsail; it. Cortellazzo).
  - Rastrera (Ala rastrera, Arrastradera): es la que se mueve cerca de la superficie del agua y en particular, el ala o rastrera mayor o la de trinquete.
  - Ala de bolina:
3. Vela de agua: la que suele largarse en algunas embarcaciones debajo de la botavara con vientos bonancibles y largos. (ing. Watersail).

| En | Mesana                   | Mayor                | Capa | Trinquete (náutica)    | Bauprés                |
| --- | ------------------------ | -------------------- | ---- | ---------------------- | ---------------------- |
| Mastelerillo | Sobresobre de mesana (1) | Sobresobre mayor (1) |      | Sobresobre de proa (1) |                        |
| Mastelerillo | Juancito de mesana       | Juancito mayor       |      | Juancito de proa       |                        |
| Mastelerillo | Periquito de mesana      | Sobrejuanete mayor   |      | Sobrejuanete de proa   |                        |
| Mastelero (2) | Perico alto              | Juanete mayor alto   |      | Juanete de proa alto   |                        |
| Mastelero (2) | Perico bajo              | Juanete mayor bajo   |      | Juanete de proa bajo   | Juanete de Bauprés (3) |
| Mastelero (2) | Sobremesana alta         | Gavia alta           |      | Velacho alto           |                        |
| Mastelero (2) |                          | Boneta (4)           |      | Boneta (4)             |                        |
| Mastelero (2) | Sobremesana baja         | Gavia baja           |      | Velacho bajo           | Sobrecebadera (5)      |
| Palo | Mesana (6)               | Mayor                |      | Trinquete              | Cebadera (7)           |
| Botavara | Arrastraculo             |                      |      |                        |                        |
| Verga (8) | Treo (Treu, Fortuna)     |                      |      |                        |                        |
| Mastelero (9) |                          |                      | Capa |                        |                        |
| (1) Éstas velas podían ser intercambiadas por sus respectivas Monterillas (Velas triangulares) de acuerdo con el tiempo, si este era bonancible o no.                                                 |                          |                      |      |                        |                        |
| (2) Las velas de este Mastelero podían ser una sola, en lugar de tener Alta y Baja. El mastelero respectivo se denomina sin el calificativo alto o bajo.                                              |                          |                      |      |                        |                        |
| (3) En Botalón de Petifoque. |                          |                      |      |                        |                        |
| (4) La vela Boneta en este caso se agrega para unir las Gavia alta o Velacho alto a la verga inferior: de Gavia baja o de Velacho bajo.                                                               |                          |                      |      |                        |                        |
| (5) En Mastelero Tormentin o en Botalón de Foque, de acuerdo a la embarcación. |                          |                      |      |                        |                        |
| (6) Esta si en lugar de la Vela Cuadra lleva una Vela Latina esta se llama Mesana Entera (Mesana a la española) y si lleva en su lugar una Vela Cangreja se llama Media mesana (Mesana a la inglesa). |                          |                      |      |                        |                        |
| (7) En Palo de Bauprés. |                          |                      |      |                        |                        |
| (8) De embarcación latina. |                          |                      |      |                        |                        |
| (9) Éste es un pequeño mastelero a popa del Mástil trinquete para la Vela Mayor de Capa de acuerdo a si hay tormenta o si se quiere navegar a capa (Navegación estacionaria).                         |                          |                      |      |                        |                        |

| En | Mesana       | Mesana       | Mayor         | Mayor         | Trinquete            | Trinquete            |
| En | Babor        | Estribor     | Babor         | Estribor      | Babor                | Estribor             |
| --- | ------------ | ------------ | ------------- | ------------- | -------------------- | -------------------- |
| Verga |              |              | Juanete mayor | Juanete mayor | Juanete de proa      | Juanete de proa      |
| Verga |              |              | Gavia         | Gavia         | Velacho              | Velacho              |
| Verga |              |              |               |               | Trinquete (Rastrera) | Trinquete (Rastrera) |
| Arrastraculo | Cangreja (2) | Cangreja (2) |               |               |                      |                      |
| (1) Estas velas podían ser intercambiadas por sus respectivas Alas de Bolina (Velas triangulares) de acuerdo con si se hace navegación por bolina. |              |              |               |               |                      |                      |
| (2) No confundir estas Alas Cangrejas con las Velas Cangrejas que son de cuchillo.                                                                 |              |              |               |               |                      |                      |

### Vela Latina

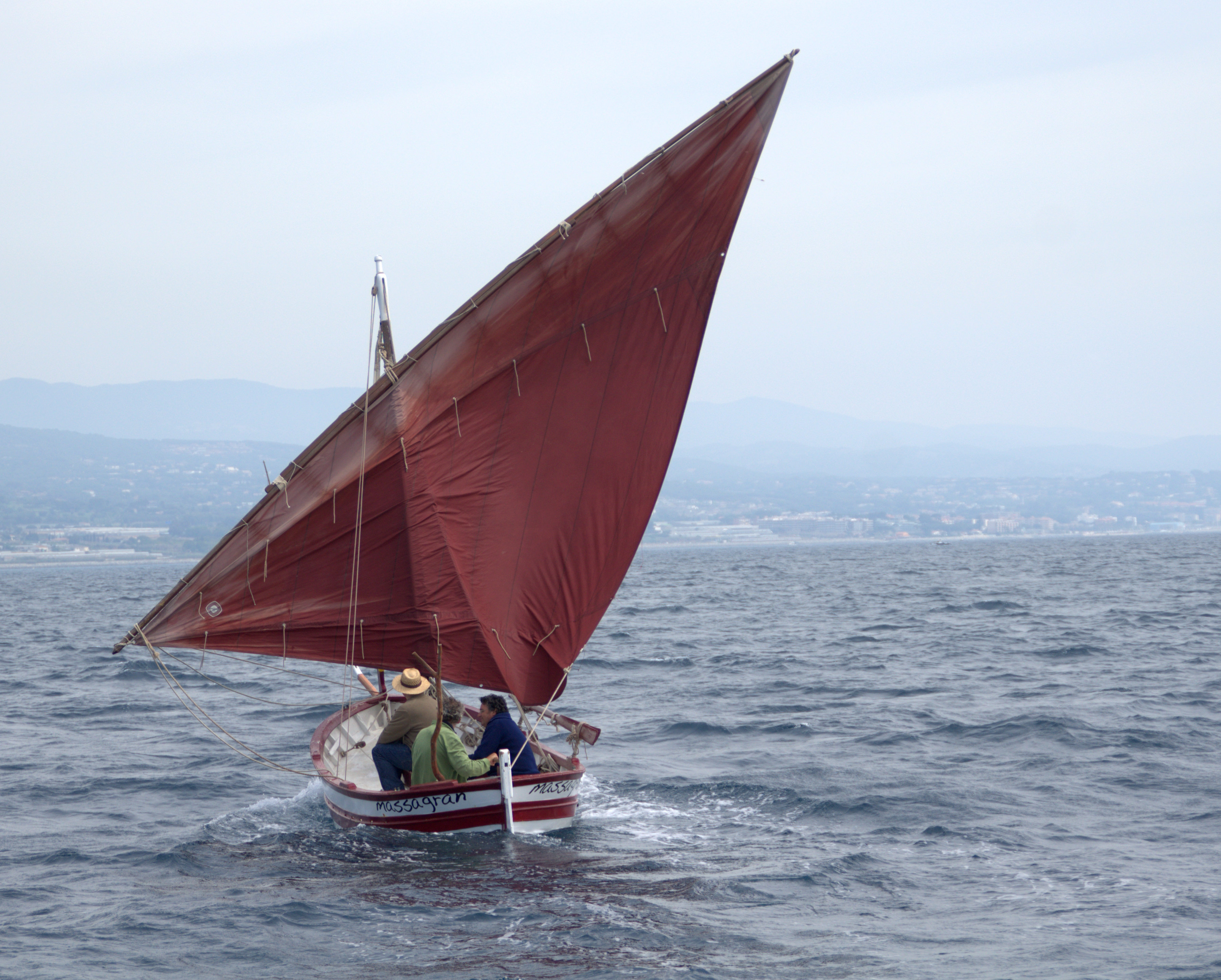
Vela latina

- Vela maestra: la vela que se larga en el palo principal de los buques latinos
- Vela mística (Vela de martillo): de figura trapezoidal, está entre medio de la latina y la vela al tercio. (ing. Setee sail).

| En   | Mesana                                       | Mayor | Trinquete |
| ---- | -------------------------------------------- | ----- | --------- |
| Palo | Mesana (Mesana entera, Mesana a la española) | Mayor | Trinquete |

### Vela de cuchillo (Vela randa, Vela aúrica)

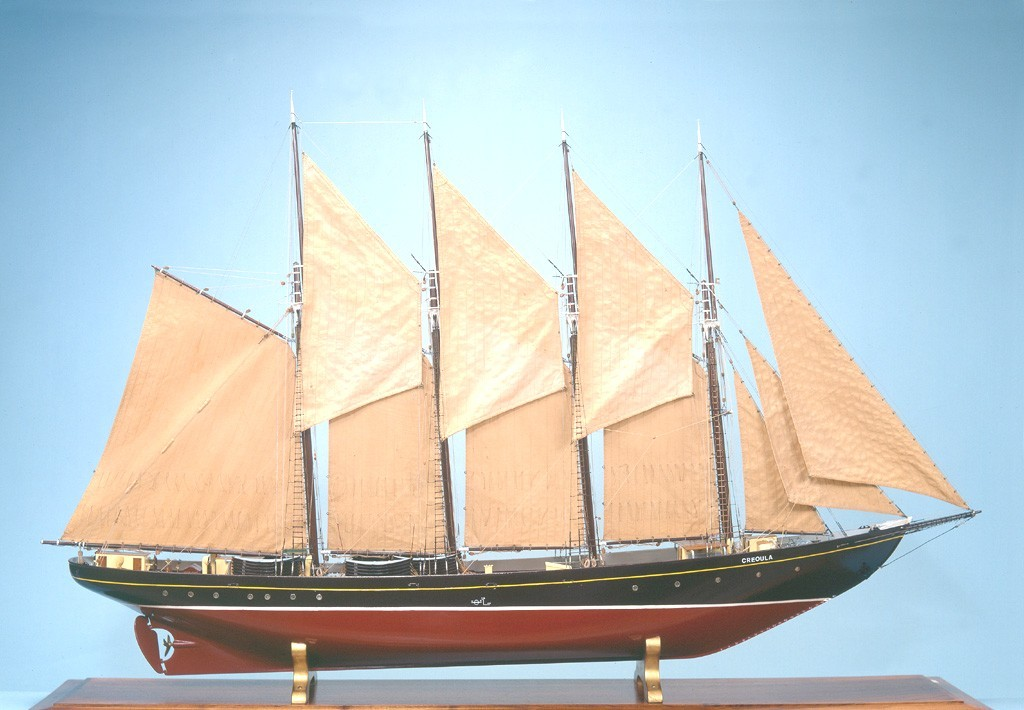
Velas al tercio en un lugre

Se denomina de cuchillo porque va orientada en el centro del buque, envergada en el palo. Comprende esta clase las trapezoidales como la vela cangreja y la vela de estay. También son velas de cuchillo las de forma triangular, como los foques.
De igual naturaleza es la boneta, añadida a la parte inferior de una vela de cuchillo, y la de baticulo, largada al grátil de sotavento de la cangreja de popa.
| Soportada por                                                        | Soportada por | Soportada por | Español              | Inglés              | Forma       | Tamaño      |
| Soportada por                                                        | Soportada por | Soportada por | Vela                 | Sail                | Forma       | Tamaño      |
| -------------------------------------------------------------------- | ------------- | ------------- | -------------------- | ------------------- | ----------- | ----------- |
| Estay                                                                | Estay         | Estay         | Estay, Foques        | Stay, Jib           | Triangular  | Pequeña     |
| Estay                                                                | Estay         | Estay         | Genova               | Genoa               | Triangular  | Grande      |
| Mástil                                                               | Botavara      |               | Bermudiana o Marconi | Bermudan or Marconi | Triangular  |             |
| Mástil                                                               | Botavara      | Botalón       | Gunter               | Gunter              | Triangular  |             |
| Mástil                                                               | Botavara      | Botalón       | Tarquina             | Sprit               | Trapezoidal |             |
| Mástil                                                               | Botavara      | Entena        | Al tercio o de Lugre | Lug                 | Trapezoidal |             |
| Mástil                                                               | Botavara      | Cangrejo      | Cangreja             | Gaff                | Trapezoidal | Grande      |
| Mástil                                                               | Cangrejo      | Cangrejo      | Escandalosa          | Gaff top            | Trapezoidal | Pequeña     |
| Mástil                                                               | Cangrejo      |               | Sobre escandalosa    |                     | Triangular  | Muy Pequeña |
| Mástil                                                               |               |               | Abanico o de Concha  |                     | Abanico     |             |
| * Las velas soportadas por más de 3 elementos son las Velas Áuricas. |               |               |                      |                     |             |             |

- Vela de baticulo: mesana chica o especie de cangreja que usan los faluchos y otras embarcaciones latinas en un palo que colocan al lado de las llamadas por algunos aletas. También se usa en los botes, falúas, etc.

| En | Mesana                                       | Estay | Mayor             | Estay | Trinquete         | Foques     |
| --- | -------------------------------------------- | ----- | ----------------- | ----- | ----------------- | ---------- |
| Mastelero (1) | Sobre escandalosa                            |       | Sobre escandalosa |       | Sobre escandalosa |            |
| Mastelero / Cangrejo                                                                                             | Escandalosa                                  |       | Escandalosa       |       | Escandalosa       |            |
| Cangrejo | Cangreja (Media mesana, Mesana a la inglesa) |       | Cangreja          |       | Cangreja          |            |
| |                                              |       |                   |       |                   | Boneta (2) |
| (1) Se puede llevar Sobre escandalosa cuando la Escandalosa inferior va en Verga Cangrejo en lugar de Mastelero. |                                              |       |                   |       |                   |            |
| (2) La Vela Boneta se agrega a los foques por su parte baja cuando había tiempo moderado.                        |                                              |       |                   |       |                   |            |

### Goletas y Balandras
- Redonda: Vela que largan las goletas en el palo de trinquete y balandras en el único que arbolan.

## Expresiones relacionadas

### Buque
- Andar mucho de la vela: Ser muy velero el buque.

### Procedimiento
- Cantar vela: Anunciar la vista de alguna embarcación el vigía de topes o el que la descubre primero, gritando «¡Vela!».

### Maniobra
- Acortar la vela (Acortar vela): Aferrar algunas velas o tomar rizos de modo que se presente menos superficie al viento.
- Aguantar vela: Mantener mucha larga en proporción a la fuerza del viento.
- Alzar velas: Disponerse para navegar.
- Apocar las velas: Disminuir o aminorar el número de velas o recogerlas para presentar menos superficie al viento.
- Cambiar la vela: Volverla a la parte de donde viene el viento.
- Cerrar las velas: Acabar de recoger alguna después de cargadas, cobrando luego los cabos.
- Desfogar una vela: Arriarle la escota o degollarla para que escapando el viento que la impulsa, cese el violento esfuerzo que ejercía, acaso con peligro de zozobrar u otra avería.
- Henchir una vela todo su palo y vergas: Llenar u ocupar toda el área formada entre los cuatro penoles de las dos vergas que la sujetan, hallándose éstas en su lugar correspondiente o izada cada una en su respectivo palo.
- Meter vela: Recoger, quitar o aferrar alguna o algunas velas.

### Navegación
- A toca vela: Se dice cuando se navega con viento escaso, de modo que vayan tocando las velas.
- A toda vela (A todas velas, A velas desplegadas, A velas llenas, A velas tendidas): Navegando la embarcación con gran viento.
- A vela llena: Navegando con buen viento de modo que este llene ventajosamente todas las velas.
- Dar vela (Hacer a la vela, Hacerse a la vela): Salir del puerto una embarcación para navegar.
- Hacer vela para un punto: Dirigirse hacia dicho punto.
- Navegar a toda vela: Llevar largas cuantas velas tiene el buque.
- Tender las velas: Aprovecharse del viento favorable en la navegación

### Por similitud
- Dar la vela: Caerse, tropezarse o darse de bruces.[3]